# Tom Pryce
Thomas Maldwyn Pryce (Ruthin, Vels, Ujedinjeno Kraljevstvo, 11. lipnja 1949. – Midrand, Južna Afrika, 5. ožujka 1977.) bio je britanski vozač automobilističkih utrka.
Pryce je jedini velški vozač koji je nastupao u Formuli 1. U četiri nepune sezone, odvozio je 42 utrke, osvojio 19 bodova, te ostvario 2 podija i 1 prvo startno mjesto. 1975. pobijedio je u utrci Race of Champions na stazi Brands Hatch.
U Formuli 1 debitirao je 1974. u momčadi Token, kada je odvozio samo jednu utrku. Nakon toga iste sezone potpisuje za momčad Shadow u kojoj ostaje do kraja karijere. Na VN Austrije 1975. osvaja 3. mjesto, te se prvi put penje na podij. Isto ponavlja na Interlagosu na VN Brazila 1976.
Poginuo je na utrci na stazi Kyalami na VN Južne Afrike 1977. u dobi od 27 godina.

## Karijera u Formuli 1
1974. Token, Shadow, 1 bod, 18. mjesto
1975. Shadow, 8 bodova, 10. mjesto
1976. Shadow, 10 bodova, 12. mjesto
1977. Shadow, 3 utrke, 0 bodova

## Vanjske poveznice
- Tom Pryce na racing-reference.com
- Tom Pryce F1 statistika na statsf1.com